# FSV Pfaffenhofen
Der FSV Pfaffenhofen 1919 e.V. ist ein deutscher Fußballverein mit Sitz in der bayerischen Kreisstadt Pfaffenhofen an der Ilm im gleichnamigen Landkreis.

## Geschichte

### Gründung bis 1980er Jahre
Der Verein wurde ursprünglich im Jahr 1919 gegründet. Die Mannschaft erreichte als bayerischer Vertreter die erste Runde des DFB-Pokals in der Saison 1980/81. Dort traf man am 30. August 1980 auf den ebenfalls bayerischen Vertreter SpVgg Ansbach 09, welchem man mit 0:1 unterlag.

### 2000 bis heute
In der Saison 2004/05 spielte die erste Mannschaft in der Kreisliga Donau/Isar und belegte mit 35 Punkten den siebten Platz. Nach dem knapp gesicherten Klassenerhalt in der Folgesaison erreichte man in der Spielzeit 2006/07 nur 24 Punkte und musste absteigen. Nach mehreren Platzierungen in den unteren Top 5, gelang erst nach der Saison 2011/12 mit 64 Punkten die Meisterschaft und damit der Aufstieg. Auch zurück in der Kreisliga konnte man den Schwung gleich wieder mitnehmen und platzierte sich am Ende der ersten Saison mit 69 Punkten auf dem zweiten Platz. Diese Positionierung berechtigte zur Teilnahme an der Aufstiegsrelegation in die Bezirksliga Oberbayern. Dort traf die Mannschaft auf die Zweitvertretung des VfB Eichstätt, das Hinspiel auf heimischem Grund wurde mit 1:2 verloren. Da es zu keinem Rückspiel kam, setzte sich das Team aus Eichstätt durch und beide Mannschaften verblieben somit in ihren Spielklassen.
Nach der Saison 2015/16 gelang mit 41 Punkten über den zweiten Platz noch ein weiteres Mal die Teilnahme an der Aufstiegsrelegation. Dort konnte man sich jedoch nach Hin- und Rückspiel erneut nicht erfolgreich durchsetzen, diesmal scheiterte man am ST Scheyern. Direkt in der nächsten Saison gab es wieder eine Teilnahme an der Relegation und wieder konnte sich das Team, diesmal gegen die BSG Taufkirchen, nicht erfolgreich auszeichnen. Dann schließlich nach der Spielzeit 2017/18 gelang mit 62 Punkten in der Kreisliga die Meisterschaft und somit der direkte Aufstieg in die Bezirksliga. Wo sie bis zur Saison 2022/23 spielten.
In der Saison 2022/23 gelang dem Verein als Bezirksligameister der Aufstieg in die Landesliga Südwest.

## Bekannte Spieler
- Raphael Wolf (* 1988), Spieler in der Jugend und später u. a. beim Kapfenberger SV und Werder Bremen
- Manuel Ott (* 1992), Spieler in der Jugend und später philippinischer Nationalspieler.
- Mike Ott (* 1995), Spieler in der Jugend und später philippinischer Nationalspieler.
- Angelo Mayer (* 1996), Spieler in der Jugend und später bei den zweiten Mannschaften des TSV 1860 München und des FC Bayern München.